# Hyresvärd
Hyresvärd är en privatperson eller ett företag som hyr ut en lokal eller bostadslägenhet, i Sverige oftast en bostadsrätt eller hyresrätt. Hyresvärden kan men behöver inte vara fastighetsägare. Den som hyr av en fastighetsägare och i sin tur hyr ut till en andrahandshyresgäst, är hyresvärd i förhållande till andrahandshyresgästen, samtidigt som denne är hyresgäst i förhållande till sin egen hyresvärd, fastighetsägaren.
Vicevärd kallas en person som mer operativt tar hand om hyresvärdens sysslor, ta upp hyror och ta hand om frågor och önskemål från hyresgästerna. Vicevärden har ofta ett ansvar för delar av den tekniska förvaltningen av fastigheten.